# Rua Gustavo da Silveira
A Rua Gustavo da Silveira é a principal via do bairro Instituto Agronômico, situado na Região Leste de Belo Horizonte.
Nela se encontra o Museu de História Natural e Jardim Botânico da UFMG, onde um dos destaques é o Presépio do Pipiripau.

## O nome

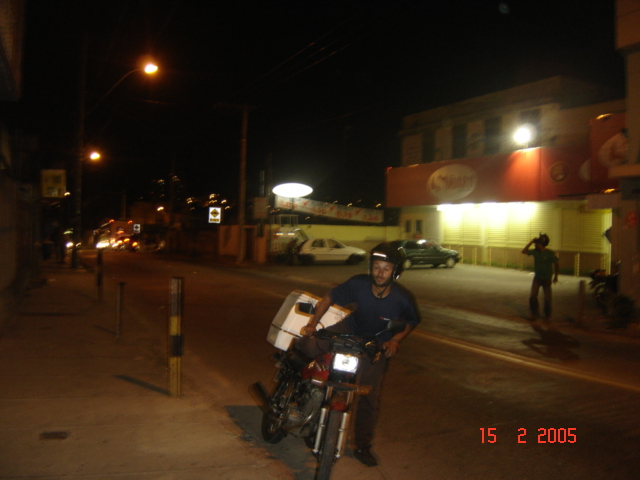
Rua Gustavo da Silveira

Gustavo Adolpho da Silveira foi o idealizador das oficinas ferroviárias da Companhia Paulista de Estradas de Ferro (atual Complexo Fepasa) e diretor da Estrada de Ferro Central do Brasil (EFCB) no início do Século XX.

## História
O bairro Instituto Agronômico (e consequentemente a rua Gustavo da Silveira) foi constituído em terrenos da EFCB, que cedia frações aos funcionários.
Pelo fato de ser uma antiga forma de acesso para o município mineiro de Sabará, além de ser rota para vários bairros das regiões Leste e Nordeste, seu tráfego se tornou bastante intenso com o passar dos anos.